# Бала-Ламін-Джуб
Бала-Ламін-Джуб (перс. بالالمين جوب) — село в Ірані, у дегестані Бі-Балан, у бахші Келачай, шагрестані Рудсар остану Ґілян. За даними перепису 2006 року, його населення становило 164 особи, що проживали у складі 45 сімей.